# Дмитрів Нестор
о. Нестор Дмитрів (12 листопада 1862, Утішків, нині Золочівський район Львівська область — 27 травня 1925, Елізабет, Нью-Джерсі, США) — український греко-католицький священник, письменник, редактор, перекладач, громадський діяч.

## Біографія
Народився 12 листопада 1862 року в селі Утішків Золочівського повіту в сім'ї селян Якова Дмитріва і Євдокії (до шлюбу Іванець). У 1890 році закінчив навчання у Львівській академічній гімназії, згодом студіював теологію у Львові. 1 квітня 1894 року був рукопокладений на священника митрополитом Сильвестром Сембратовичем. Після свячень працював сотрудником в селі Орява Стрийського деканату (тепер Сколівський район). Наступного 1895 року емігрував до США і поселився у містечку Маунт-Кармел.
З 1895 до 1897 року був редактором газети «Свобода», був творцем першого Календаря Українського народного союзу (1897) з цінним матеріалом до історії української еміграції в Америці. Згодом, на прохання українських емігрантів, переїхав до Канади, де став першим українським священником. Вільно володіючи українською, англійською та німецькою мовами, він допомагав мігрантам з перекладом та мовним супроводом. Він заснував там кілька церковних громад — Трембовля (Теребовля), Стюартберн та Една-Стар. У 1899 році повернувся до США, де продовжував священиче служіння. Був членом Духовної ради, яку створили українські священики в Шемокіні у 1901 році, брав активну участь у діяльності Українського народного союзу — був секретарем на другій Конвенції УНС (30-го травня 1895 року в Олифенті), де його було обрано генеральним секретарем УНС. На третій Конвенції (22 серпня 1896 року в Маунт-Кармел) він увійшов до Контрольної комісії, а на шостій Конвенції (12–14 червня 1900 року в Піттсбурзі) він став головним радним УНС. Нестор Дмитрів активно заохочував іммігрантів ставати членами УНС, заснувавши при цьому два його відділи — у Вотервліті (13-й) та у Аллентауні (151-й).
Помер 27 травня 1925 року у місті Елізабет, США. Похований на цвинтарі «Еверґрін» в Гіллсайд, штат Нью-Джерсі.

### Пам'ять
У 1985 році в Елізабет на могилі о. Нестора Дмитріва встановлено пам'ятник, посвячений 24 жовтня того ж року. У Канаді українці пом'янули його мармуровим погруддям на місці Хреста Свободи в Теребовлі (нині Веллі-Рівер, Valley River) біля Давфина, де у квітні 1897 року він відправив першу Службу Божу.

## Творчість
Автор творів «Канадійська Русь» (1897), «Подорожні спомини» (1897), «Руська паска й французький ксьондз» (1897), «Тимко Гаврилюк» (1902), «З Галіфаксу до Вінніпегу» та інших.

### Статті
- «Канадійська Русь» (1897, перевидання Вінніпег 1972)
- «Образки з Канади» (1898)
- «Короткий нарис історії і розвою „Русского народного Союза“»
- «Перші роки еміграції українців у Злучених Державах Північної Америки»

### Оповідання
- «Руська пасха, а французький ксьондз»
- «Святий вечір в Америці»
- «Вийшла за меноніта»
- «Ґаздиня»
- «Асиміляція»
- «Тимко Гаврилюк»

### Окремі видання творів
- Дмитрів Н. Пам'яти українського героя Остапа Нижанковського. — Нью-Йорк, 1920. — 7 С.
- Дмитрів Н. Руська паска й французький ксьондз. Образок з життя емігрантів // Хрестоматія з української літератури в Канаді. — Едмонтон, 2000. — С. 171—173.